# Ceramurus macrocephalus
Ceramurus macrocephalus è un pesce osseo estinto, vicino all'origine dei teleostei. Visse nel Giurassico superiore (Titoniano, circa 150 milioni di anni fa) e i suoi resti fossili sono stati ritrovati in Inghilterra.

## Descrizione
Questo pesce era di piccole dimensioni e non doveva superare i 7 centimetri di lunghezza. Era dotato di un corpo fusiforme e slanciato, con una testa proporzionalmente grande. 
Ceramurus era dotato di un osso quadrato con un processo quadratico, come tutti i teleostei. Il parasfenoide era spesso e portava grandi denti, mentre la mandibola aveva la stessa forma di quella di un altro pesce affine, Ichthyokentema.  Le vertebre erano costituite da cilindri ossei che circondavano la notocorda. La pinna dorsale era opposta alle pinne pelviche. Le scaglie erano scomparse, ma nella regione della coda erano ancora presenti scaglie fulcrali notevolmente sviluppate. A livello del complesso uroforo, i centri vertebrali non erano ossificati. Erano presenti numerosi ipurali piuttosto stretti che si estendevano fino al lobo dorsale della pinna caudale. Gli uroneurali erano allungati e vi erano almeno cinque epurali.

## Classificazione
Ceramurus venne descritto per la prima volta da Egerton nel 1845, sulla base di resti fossili ritrovati nella zona di Purbeck in Inghilterra. Benché spesso considerato affine a un altro pesce pressoché privo di scaglie, Galkinia, da alcuni autori Ceramurus è stato avvicinato a Ichthyokentema, a causa delle caratteristiche della mandibola e del parasfenoide (Patterson, 1973). In ogni caso Ceramurus era un rappresentante arcaico dei teleostei.